# Richard Burnell
Richard „Dickie“ Desborough Burnell (* 26. Juli 1917 in Henley-on-Thames, Oxfordshire; † 29. Januar 1995 in Wallingford, Oxfordshire) war ein britischer Ruderer und Olympiasieger im Doppelzweier.
Richard Burnell gehörte dem Leander Club an. Seine Ausbildung erhielt er in Eton und dann auf dem Magdalen College in Oxford. 1939 nahm er im Boot von Oxford am Boat Race teil, es siegte das Boot von Cambridge. Während des Zweiten Weltkriegs leistete Burnell Militärdienst, kehrte aber nach Kriegsende zum Rudersport zurück. 1946 gewann er das Einer-Rennen um die Wingfield Sculls. 1948 trat Richard Burnell mit Bertram Bushnell im Doppelzweier bei den Olympischen Spielen an, die Regatta wurde auf der Themse in Henley-on-Thames ausgetragen. Im Vorlauf unterlagen die beiden Briten dem französischen Boot, sie konnten sich aber über den Hoffnungslauf für das Halbfinale qualifizieren. Im Halbfinale siegten die Briten vor den Booten aus den Vereinigten Staaten und aus Belgien, während die Franzosen im dritten Halbfinale gegen die Crew aus Uruguay unterlagen. Im Finale siegten die Briten mit vier Sekunden Vorsprung vor den Dänen, Bronze ging an die Uruguayer. Burnell nahm 1950 mit dem englischen Achter an den British Empire Games teil und erkämpfte die Bronzemedaille. 1951 gewann er zusammen mit P. Bradley den Doppelzweier-Wettbewerb bei der Henley Royal Regatta. 
Richard Burnells Vater Charles Burnell war 1908, auf der gleichen Regattastrecke wie sein Sohn 1948, Olympiasieger mit dem Achter, sein Schwiegervater Arthur Garton siegte 1912 ebenfalls im Achter. Richard Burnells Sohn nahm 1962 am Boat Race teil. 
Nach seiner sportlichen Karriere war Richard Burnell Ruderjournalist und einer der führenden Historiker des Rudersports.